# Feira do livro

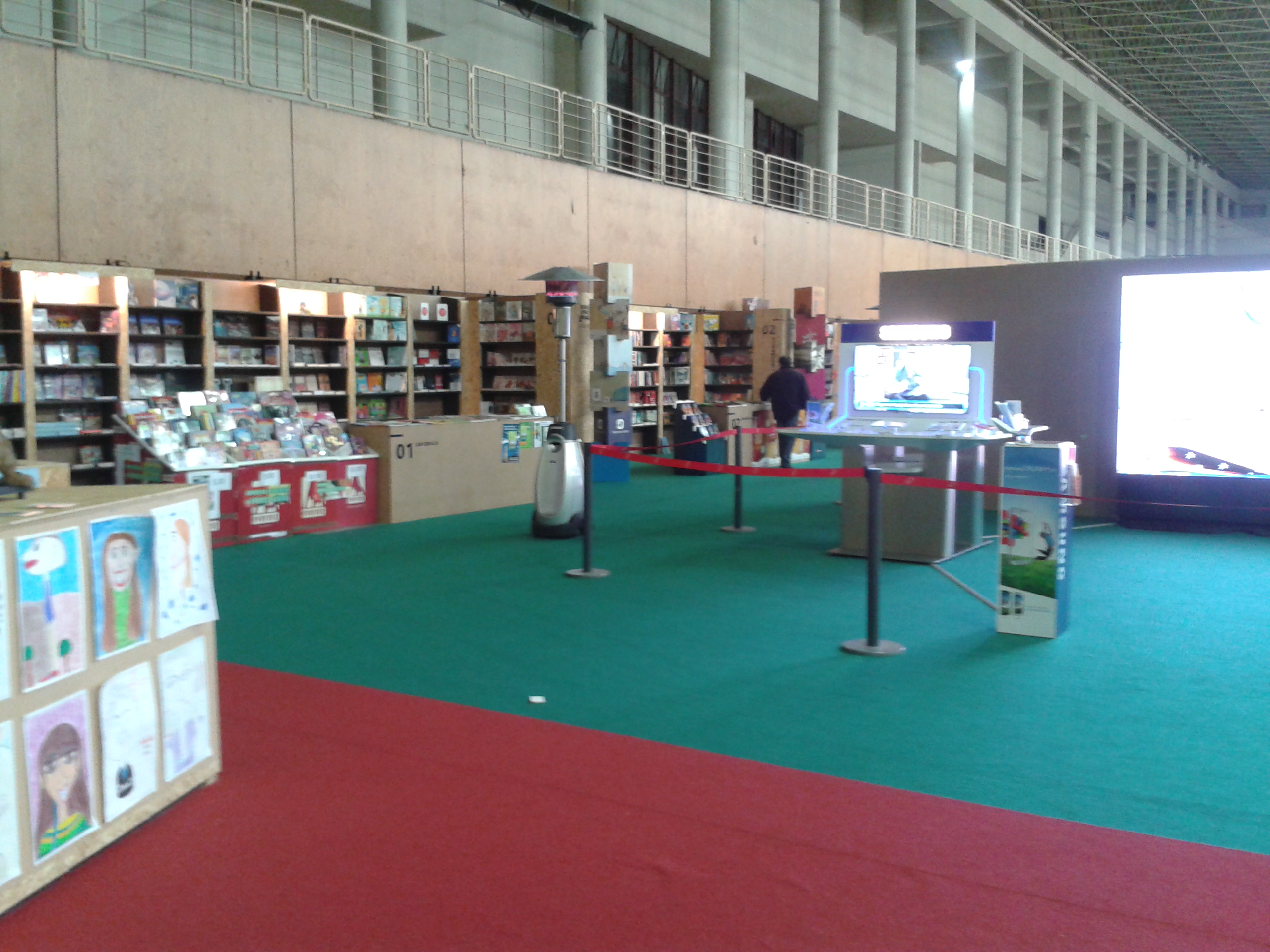
Exemplo de Feira do Livro, em Portugal

Uma Feira do Livro é uma feira onde editores e livreiros expõem ou vendem livros dos seus catálogos.

## Lista de feiras

### No Brasil
- Feira do Livro de Cachoeira do Sul
- Feira do Livro de Campanha
- Feira do Livro de Criciúma
- Feira do Livro de Brasília
- Festa Literária Internacional de Paraty
- Feira do Livro de Pelotas
- Feira do Livro de Porto Alegre
- Bienal Internacional do Livro do Rio de Janeiro
- Bienal Internacional do Livro de São Paulo
- Festa do Livro da USP
- Feira Nacional do Livro de Poços de Caldas - site oficial
- Feira Nacional do Livro de Ribeirão Preto
- Feira Panamazônica do livro do Pará
- Feira do Livro na Bahia

### Em Portugal
- Feira do Livro de Lisboa
- Feira do Livro do Porto
- Feira do Livro de Braga
- Festa do Livro em Belém

### Outros países
- Feira Internacional do Livro de Buenos Aires, Argentina
- Feira do Livro de Frankfurt, Alemanha